# Henry Waxman

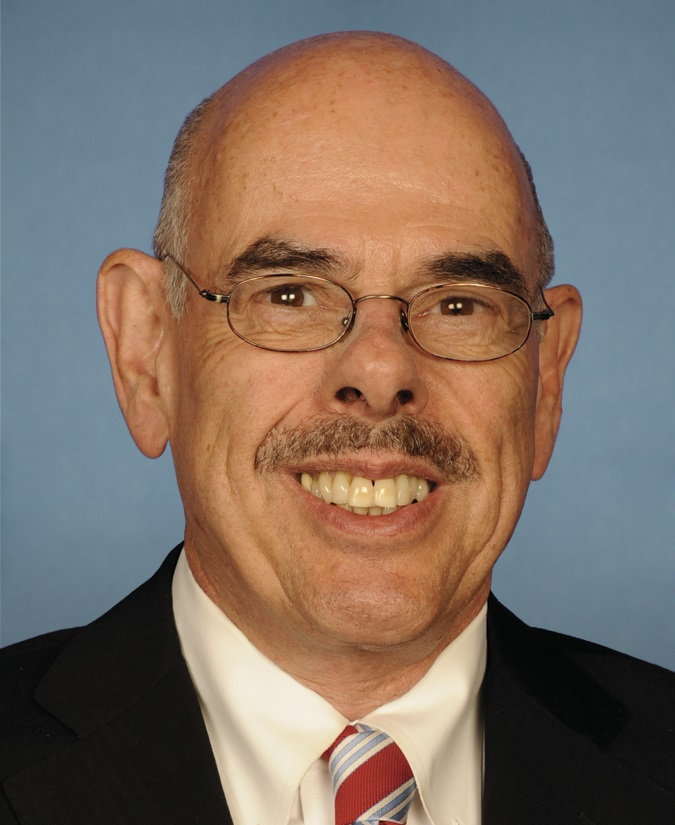
Henry Waxman

Henry Arnold Waxman (* 12. September 1939 in Los Angeles, Kalifornien) ist ein US-amerikanischer Politiker der Demokratischen Partei. Er gehörte von 1975 bis 2015 dem US-Repräsentantenhaus an und vertrat dort den 30. Kongresswahlbezirk von Kalifornien, der ein Gebiet nordwestlich von Los Angeles mit den Städten Beverly Hills, Santa Monica, West Hollywood und Malibu abdeckt.

## Leben
Henry Waxman wurde in Los Angeles geboren. Er absolvierte 1961 einen Bachelorstudiengang in Politikwissenschaften an der University of California, Los Angeles (UCLA) und erwarb danach den Juris Doctor an der UCLA Law School. In der Folge praktizierte er als Rechtsanwalt.
Er ist verheiratet und hat einen Sohn und eine Tochter sowie vier Enkelkinder.

## Politische Laufbahn
Von 1969 bis 1974 gehörte Waxman der California State Assembly an. Er wurde 1974 erstmals in den Kongress gewählt, dem er anschließend nach mehrfacher Bestätigung ununterbrochen bis 2015 angehörte. Zuletzt gelang ihm bei den Wahlen des Jahres 2012 mit 54 Prozent der Stimmen die Wiederwahl gegen den unabhängigen Bewerber Bill Bloomfield. 2009 wurde er Vorsitzender des Ausschusses für Energie und Handel des Repräsentantenhauses; er war gemeinsam mit Ed Markey Autor des auch Waxman-Markey bill genannten Entwurfs für einen Clean Energy and Security Act, mit dem die Emissionen der USA an Treibhausgasen reguliert werden sollen. Im Jahr 2014 verzichtete Waxman auf eine erneute Kandidatur.